# 琳达·佩里
琳达·佩里（英語：Linda Perry，1965年4月15日—）是一位美国歌手、词曲作者、音樂製作人，是搖滾乐队4 Non Blondes的主唱兼主要词曲作者。
佩里先后创办了两家唱片公司，並为几个成功的女歌手包括粉红佳人、克莉絲汀·阿奎萊拉、關·史蒂芬妮和格雷斯·斯利克创作了許多热门歌曲。佩里也为寇特妮·洛芙、凯莉·奥斯本和詹姆仕·布朗特等人的专辑做过贡献。

## 个人专辑
- In Flight (1995)
- After Hours (1999)
- In Flight (2005)
- 8 Songs About a Girl (2011)
- The Crow: City Of Angels (1996)

## 个人生活
2011年佩里与女演员莎拉·吉爾伯特开始交往。2013年4月8日，佩里和吉尔伯特订婚并于2014年3月30日结婚。

## 奖项
- 2004年 - 葛萊美獎年度歌曲 - 《Beautiful》（提名）